# Hans von Tschammer und Osten
Hans Friedrich Karl Oswald von Tschammer und Osten (Dresden, 25 oktober 1887 - Berlijn, 25 maart 1943) was een Duitse sportfunctionaris en SA-Obergruppenführer (luitenant-generaal). Van 1933 was hij de Reichssportführer en voorzitter van de Nationalsozialistischer Reichsbund für Leibesübungen. 
Hij was de initiator van de Tschammer-beker, de voorloper van de huidige DFB-Pokal. Veel andere innovatieve verbeteringen op het gebied van de organisatie van sportevenementen, die het indrukwekkende Rijksportorgaan onder leiding van Von Tschammer introduceerde — zoals de estafette met de olympische vlam — worden tot op de dag van vandaag nog steeds gebruikt.

## Leven
Op 25 oktober 1887 werd Hans von Tschammer und Osten geboren in Dresden, in het Koninkrijk Saksen. Zijn familie stamde uit een hofadel. Hij was de zoon van de koninklijke Saksische Oberstleutnant Hans von Tschammer und Osten (1856–1922) en diens vrouw Betty von Metsch (1861–1903), dochter van de landheer en advocaat Emil von Metsch en Ida Clara Sophie Freiin von Kotzau. Net als zijn beide broer ging Hans von Tschammer und Osten in dienst. Een van zijn broers was de Generalmajor Eckart Hans von Tschammer und Osten, die in 1946 werd veroordeeld als oorlogsmisdadiger en opgehangen. Hij volgde een traditioneel bovenklasse-onderwijs en studeerde in 1907 af aan het cadettenkorps in Dresden.

### Eerste Wereldoorlog
Na zijn Abitur in 1907 trad hij als Fähnrich (vaandrig) in dienst bij het Kgl. Sächs. 6. Infanterie-Regiment Nr. 105 "König Wilhelm II. von Württemberg", dat was gestationeerd in Straatsburg.
In de eerste weken van de Eerste Wereldoorlog werd hij in zijn onderarm geschoten, waardoor zijn rechterhand blijvend verlamd raakte. Na zijn herstel werkte hij tot 1919 bij het Saksische ministerie van Oorlog. Tijdens zijn militaire dienst werkte Von Tschammer und Osten aan zijn talenkennis en legde examens op tolkenniveau af in het Engels en Frans.

### Interbellum
Na de oorlog werd hij, door zijn huwelijk met Sophie Margarethe von Zimmermann, eigenaar van een landhuis in Kleindehsa in de Oberlausitz. Sophie had al twee dochters uit een eerder huwelijk.
Van 1923 tot 1926 was hij leider van de Jungdeutscher Orden (vrije vertaling: Jonge Duitse Orde) in Saksen.
In 1929 werd Von Tschammer und Osten lid van de Nationaalsocialistische Duitse Arbeiderspartij en de Sturmabteilung. In maart 1932 nam hij, als SA-Gruppenführer (generaal-majoor), de leiding op zich van de SA-Gruppe Mitte (vrije vertaling: SA-Groep Midden).
Na de Duitse Rijksdagverkiezingen juli 1932 werd hij parlementslid in de Rijksdag. Hij trad echter vooral op als SA-leider en was betrokken bij de Eisleber Blutsonntag (vrije vertaling: Eislebense Bloedige Zondag).
Na de machtsovername van de nationaalsocialisten in 1933 werden, net als vele andere maatschappelijke organisaties, ook de sportverenigingen onderworpen aan de nationaalsocialistische ideologie en gelijkgeschakeld.
Op 28 juli 1933 werd Von Tschammer und Osten benoemd tot Reichssportkommissar (vrije vertaling: Rijkssportcommissaris). Vanaf 19 juli 1933 werd hij tevens ingezet als Reichssportführer (vrije vertaling: Rijkssportleider). Op 5 mei 1933 werd het Deutsche Reichsausschuss für Leibesübungen (DRA) (vrije vertaling: Duitse Rijksorganisatie voor Lichamelijke Oefeningen), die sinds 1917 bestond, in strijd met de statuten ontbonden. Von Tschammer und Osten, die weinig ervaring had op het gebied van sport, nam de leiding over.
In 1934 werd hij lid van het Duitse Olympisch Comité en nam hij de ideologische voorbereiding van de Olympische Spelen van 1936 in Berlijn op zich.
In 1938 werd hij benoemd tot staatssecretaris in het Rijksministerie van Binnenlandse Zaken, en kort daarna bevorderd tot SA-Obergruppenführer (luitenant-generaal).
In 1939 leidde hij de afdeling vechtspellen en werd hij hoofd van de sportafdeling binnen de nationaalsocialistische vrijetijdsorganisatie Kraft durch Freude (Kracht door Vreugde).

### Sportpolitieke activiteiten
Het was de taak van Von Tschammer und Osten om het sportbeleid van de nationaalsocialisten tot op lokaal clubniveau door te voeren. Zo zorgde hij er in eerste instantie voor dat het nationaalsocialistische leidersbeginsel in de volledige sportstructuur werd ingevoerd, ter vervanging van eerdere democratische principes. Om het aantal leden in zijn organisatie te maximaliseren, was hij bovendien bereid om ook de nudistenbeweging — die inmiddels in lijn was gebracht met de nationaalsocialistische ideologie — in zijn sportorganisatie op te nemen.
Daarnaast verzocht hij het ministerie van Buitenlandse Zaken om Duitse ambassades wereldwijd de instructie te geven dat Duitse atleten er onberispelijk moesten uitzien, en dat zij begeleiding en advies moesten ontvangen.
In juli 1934 bereikte hij een overeenkomst met de Hitlerjugend over de volledige integratie van de sportieve jeugdzorg. Op 12 december 1936 voerde hij formeel de begroeting “Kameraad” in, evenals de roep “Sieg Heil” tijdens sportevenementen en de verplichte officiële begroeting “Heil Hitler” in alle sportorganisaties (Hitlergroet).
Reeds in mei 1933 verklaarde Von Tschammer und Osten, toen het naziregime het rassenbeleid overdroeg aan de sportverenigingen:
„Die Leibesübungen am deutschen Menschen haben, wenn sie überhaupt kulturellen Wert gewinnen sollen, der Erhaltung und Förderung unserer Rasse und ihrer Eigenart zu dienen. Grundsätzlich bestimmt den deutschen Sport der arische Mensch und die deutsche Jugenderziehung der Deutsche und nicht der Jude.“
“De lichamelijke oefening van de Duitse mens moet – als zij überhaupt enige culturele waarde wil hebben – in dienst staan van het behoud en de bevordering van ons ras en zijn eigen aard. In principe wordt de Duitse sport bepaald door de Arische mens en de Duitse jeugdeducatie door de Duitser, niet door de Jood.”
Nadat Duitsland de organisatie van de Olympische Zomerspelen 1936 toegewezen had gekregen, zette Von Tschammer und Osten zich ervoor in om de Duitse sport internationaal in een zo gunstig mogelijk daglicht te stellen. Onder zijn leiding werd onder meer bepaald dat de Rassenwetten van Neurenberg uit 1935 met terughoudendheid in de sportclubs moesten worden toegepast. Zijn adjudant in deze periode was Ludolf Jakob von Alvensleben, de broer van Ludolf-Hermann von Alvensleben.

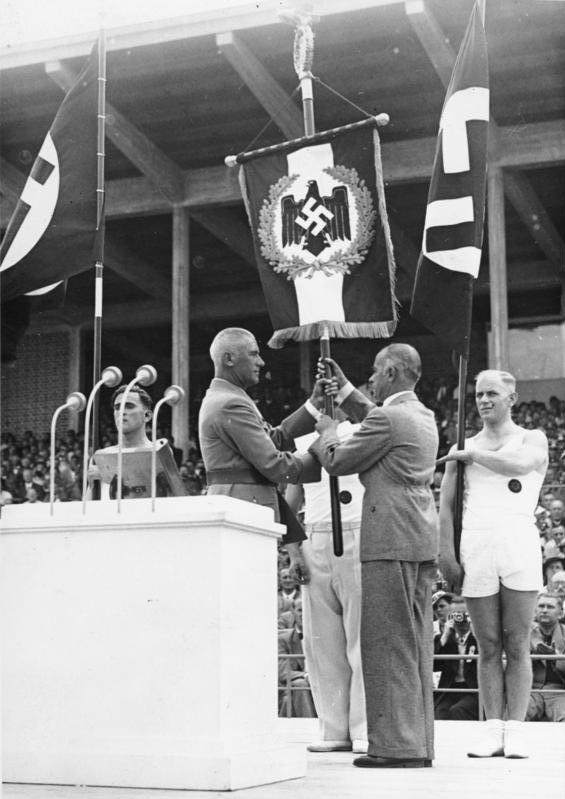
De opening van het Duitse Gymnastiekfestival in 1938 door de minister van Binnenlandse Zaken Frick en de Reichssportführer Von Tschammer und Osten.

Vanaf 1936 was hij verantwoordelijk voor de planning en organisatie van alle nationale sportevenementen. Zijn belangrijkste administratief medewerker was zijn voormalige persvoorlichter Guido von Mengden. Dankzij deze structuur kon de invloed van de Hitlerjugend, de SA en de organisatie Kraft durch Freude worden beperkt tot hun eigen domeinen, waardoor de sportbeweging relatief autonoom bleef functioneren.
Op het gebied van voetbal verzette Von Tschammer und Osten zich tegen de invoering van profvoetbal. In 1935 ontbond hij bijvoorbeeld de West-Duitse Sportvereniging, die op dit vlak zeer actief was. In datzelfde jaar introduceerde hij de bekercompetitie naar Engels model: de “Tschammer-beker”, genoemd naar zijn initiatiefnemer. Deze werd tot 1943 gespeeld. Na de oorlog werd de beker tot 1964 gebruikt voor de DFB-Pokal, de Duitse nationale voetbalbekercompetitie.
Na de Anschluss van Oostenrijk gaf Von Tschammer und Osten bondscoach Sepp Herberger opdracht om bij de selectie voor het wereldkampioenschap voetbal 1938 rekening te houden met zes Duitse en vijf Oostenrijkse spelers — of andersom. In november 1939 werd Herberger door hem officieel benoemd tot Reichstrainer (Rijksvoetbaltrainer).
Na afloop van de Olympische Spelen hoefde er geen rekening meer te worden gehouden met buitenlandse indrukken. De handhaving van de nationaalsocialistische ideologie in de sport werd vervolgens verscherpt, en de eerder toegepaste gematigde benadering tegenover Joodse atleten en sportclubs werd losgelaten. Hoewel hij zelf SA-lid was, verwierp Von Tschammer und Osten in 1938 de toenemende pogingen van de SA om invloed uit te oefenen op sportaangelegenheden.
Vanaf 1939 trachtte nazi-Duitsland steeds meer internationale sportorganisaties onder zijn invloed te brengen. Von Tschammer und Osten speelde een centrale rol in pogingen om het Internationaal Olympisch Comité (IOC) en internationale sportbonden te aligneren met Duitse belangen, en om Duitse vertegenwoordigers in topposities te krijgen. Dit leidde echter slechts tot beperkt succes. Met het uitbreken van de Tweede Wereldoorlog kwamen verdere activiteiten grotendeels stil te liggen. Aan het begin van de oorlog benadrukte hij het belang van sport als versterkende factor voor de militaire kracht en de strijdlust van het volk.
De oorlog had ook andere gevolgen voor zijn plannen. In 1939 was Duitsland gevraagd om gastland te zijn voor de Olympische Winterspelen 1940, nadat Zwitserland zich had teruggetrokken. Von Tschammer und Osten kreeg samen met Karl von Halt de opdracht om de organisatie op zich te nemen. In 1940 moest hij echter aan het IOC melden dat Duitsland van de organisatie afzag, met als verklaring:
“Aangezien de Duitse voorstellen, gericht op het tot stand brengen van een wereldvrede die uit het huidige conflict moest voortkomen, door de Britse en Franse regeringen werden afgewezen, moet de oorlog worden voortgezet.”
Na de Duitse inval in de Sovjet-Unie in juni 1941 (Operatie Barbarossa) liet Von Tschammer und Osten vanaf maart 1942 het internationale sportverkeer stopzetten. Omdat er echter al afspraken waren gemaakt over verschillende wedstrijden, duurde de volledige afschaling nog enkele maanden. Op 22 november 1942 speelde het Duitse nationale elftal nog een interland tegen Slowakije. Zelfs een jaar na zijn overlijden werden er nog internationale evenementen gehouden, zoals een grote baanwielerwedstrijd in Hannover in de herfst van 1944, met ruim 20.000 toeschouwers.
Von Tschammer und Osten hechtte er veel belang aan dat prominente topsporters als Wehrmacht-soldaten naar het front werden gestuurd. Op die manier konden zij door de nazipropaganda worden opgevoerd als ‘lichtende voorbeelden’ voor dienstplichtige burgers.

## Dood
In 1936 verbleef Von Tschammer und Osten al in het sanatorium Hohenlychen voor de behandeling van een longontsteking. Op 25 maart 1943 overleed hij aan de gevolgen van opnieuw een longontsteking.

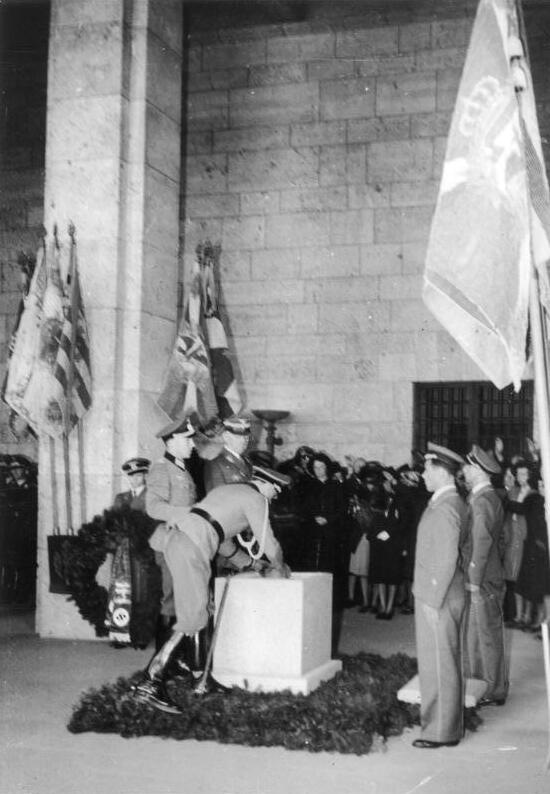
De urn van Hans von Tschammer und Osten werd bijgezet in de Langemarckhalle op het Rijkssportveld in Berlijn.

## Carrière
Von Tschammer und Osten bekleedde verschillende rangen in zowel de Deutsche Heer als Sturmabteilung. De volgende tabel laat zien dat de bevorderingen niet synchroon liepen.
| Datum         | Deutsche Heer                | Sturmabteilung       | RMI                 |
| ------------- | ---------------------------- | -------------------- | ------------------- |
| 1907          | Fähnrich                     | —                    | —                   |
|               | Leutnant                     | —                    | —                   |
|               | Oberleutnant                 | —                    | —                   |
| 1919 - 1920   | Charakter als Hauptmann a.D. | —                    | —                   |
| 1 maart 1930  | —                            | SA-Mann              | —                   |
| Januari 1931  | —                            | SA-Standartenführer  | —                   |
| Maart 1932    | —                            | SA-Gruppenführer     | —                   |
| 19 juli 1933  | —                            | —                    | Ministerialdirektor |
| 14 april 1938 | —                            | —                    | Staatssekretär      |
| 1938          | —                            | SA-Obergruppenführer | —                   |

## Lidmaatschapsnummer
- NSDAP-nr.: 205 742[24] (lid geworden 1929[2][7][8] - 1 maart 1930[3])

## Onderscheidingen
Selectie:
- IJzeren Kruis 1914, 1e Klasse[12][16][3] en 2e Klasse[12][16][3]
- Ridder der Tweede Klasse in de Albrechtsorde met Zwaarden[12][16][3]
- Ridder der Tweede Klasse in de Frederiks-Orde met Zwaarden[12][16][3]
- Ridder der Tweede Klasse in de Orde van Burgerlijke Verdienste met Zwaarden[12][16][3]
- Gouden Ereteken van de NSDAP op 1 maart 1938[24]
- Duits Olympisch Ereteken, 1e Klasse
- Ster van het Ereteken van het Duitse Rode Kruis op 30 januari 1937[25]
- Grootofficier in de Orde van Oranje-Nassau op op 16 juni 1937[26]